# Kane (videogioco)
Kane è un videogioco d'azione ambientato nel West, pubblicato nel 1985 per Commodore 64 e nel 1986 per Acorn Electron, Amstrad CPC, BBC Micro, Commodore 16 e ZX Spectrum dalla Mastertronic, direttamente in edizione economica.
Fu seguito nel 1988 da Kane 2, ma solo per Commodore 64.

## Trama
La trama originariamente è descritta in dettaglio solo nelle istruzioni cartacee di alcune edizioni. Il protagonista è Marshall McGraw, incaricato di negoziare la pace con una tribù di indiani. Questi però gli richiedono di dimostrare la propria dignità con una prova di caccia. Dopo aver sfoggiato la sua abilità con l'arco, McGraw ottiene dei pegni di pace da portare al Presidente, ma una compagnia ferroviaria interessata al territorio indiano invia dei malviventi per fermarlo. McGraw si reca nella cittadina di Kane per prendere il treno, ma qui lo aspetta una sparatoria con i banditi, eliminati i quali deve raggiungere a cavallo il treno che nel frattempo è partito.

## Modalità di gioco
Il gioco è composto da quattro livelli che alternano tra meccanica di gioco sparatutto a schermata fissa e corsa a ostacoli a scorrimento orizzontale. I livelli vanno affrontati nell'ordine, a tre gradi di difficoltà generale, oppure si può fare pratica direttamente su un singolo livello a scelta. I quattro scenari sono:
1. Arco e frecce: da una posizione fissa, sullo sfondo di un canyon e un villaggio indiano, muovendo un mirino McGraw deve colpire con le frecce delle anatre che attraversano lo schermo volando in orizzontale a diverse altezze. Si ottengono pegni di pace in proporzione al numero di anatre uccise, e bisogna ottenerne almeno uno, perché rappresenteranno le vite disponibili nei livelli successivi.
2. Cavalcata 1: bisogna attraversare un tratto di deserto a scorrimento verso destra, saltando ostacoli come rocce e cespugli, prima che si esaurisca il tempo. Si può regolare la velocità del cavallo. Se si urta un ostacolo si perde una vita.
3. Sparatoria: sullo sfondo della piazza della cittadina di Kane, si può muovere McGraw a destra e sinistra e con un mirino bisogna sparare ai malviventi che si affacciano dai vari edifici, prima che siano loro a sparare a lui. Per ricaricare la pistola si deve far uscire momentaneamente il personaggio dal lato destro dello schermo.
4. Cavalcata 2: simile alla precedente cavalcata, ma questa volta il percorso è verso sinistra. L'obiettivo è raggiungere la testa del treno, che si vede avanzare sullo sfondo.

Le versioni Commodore 16, BBC ed Electron non hanno le sequenze a cavallo, e il tipo di livelli è ridotto alle due sequenze a schermata fissa, ripetute due volte.